# Ludmila Engquist
Ludmila Viktorovna Engquist, född Leonova (ryska: Людмила Викторовна Леонова) den 21 april 1964 i Tambov i Ryska SSR i Sovjetunionen, är en rysk-svensk före detta friidrottare (häcklöpare). Under den tidigare sovjetiska och ryska karriären, mellan 1982 och 1994, var hon gift Narozjilenko (Нарожиленко). Hon var under 1990-talet en av världens främsta kvinnliga friidrottare på korta häcken och satte ett antal världsrekord både inom- och utomhus. 1996 vann hon OS-guld på 100 meter häck och året därpå mottog hon Svenska Dagbladets guldmedalj.
Hennes karriär präglades också av flera fall av dopning. Det sista uppdagades när hon efter friidrottskarriären prövade på sporten bob på elitnivå.

## Biografi

### Bakgrund och rysk karriär
Engquist föddes 1964 i Tambov, söder om Moskva. Hon gifte sig senare med Nikolaj Narozjilenko, som även kom att agera som hennes tränare.  Som Ludmila Narozjilenko vann hon 1991 VM-guld på 100 meter häck. Året innan hade hon satt världsrekord inomhus på 60 meter häck, med tiden 7,69 s. På denna distans hade hon de tre snabbaste tiderna genom alla tider fram till 10 februari 2008 då Susanna Kallur satte nytt världsrekord på distansen.
År 1993 avslöjades hon som dopad och stängdes av i fyra år. En utredning fastslog senare att hennes make hade gett henne dopningspreparat utan att hon visste om det, enligt uppgift som hämnd för att hon hotat att lämna honom och flytta till Sverige med deras dotter och en ny man. Avstängningen upphävdes därför den 12 december 1995. Hon hade då gift om sig med Johan Engquist och hade med det nya namnet Ludmila Engquist flyttat till Sverige tillsammans med dottern.

### Svensk friidrottare
Hon blev snabbt svensk medborgare i juni 1996 efter propåer till Invandrarverket från Svenska Friidrottsförbundets ordförande Bengt Westerberg. För Sverige tog hon guld i olympiska sommarspelen 1996, som första svenska kvinnliga friidrottsolympier någonsin. Engquist tog också VM-guld 1997. Hon fick Svenska Dagbladets guldmedalj 1997. Hennes personbästa på 100 meter häck är 12,26 sekunder, sprunget i Sevilla 1992. Hennes svenska rekord är på 12,47 och är noterat vid OS 1996.
År 1999 avslöjade Engquist att hon behandlades för bröstcancer. Samma år vann hon brons vid VM-finalen. Engquist avslutade sin friidrottskarriär 2000 på grund av en skada i hälsenan.

### Efter friidrotten
Efter friidrottskarriären påbörjade hon en satsning på bob tillsammans med Karin Olsson. De kom på fjärde plats på Världsmästerskapen 2001. Hon avbröt satsningen efter att det den 4 november 2001 avslöjats att hon den 26 oktober 2001 testats positivt för anabola steroider (metandrostenolon) i samband med en bob-träning i Hunderfossen i Lillehammer. Under perioden 3 december 2001 till 3 december 2003 var hon avstängd, och för att undvika all negativ uppmärksamhet flyttade  familjen till Spanien. 2005 hade de flyttat tillbaka till Sverige och Stockholmstrakten; hon arbetade nu som massör.

## Familj
Ludmila Engquist gifte sig i Sverige med affärsmannen Johan Engquist, som är son till Lars Engquist. Maken var först hennes agent och sedan hennes tränare. Paret har en son tillsammans.

## Personliga rekord[11]
Utomhus
- 100 meter – 11,04, Haniá, 31 maj 1992
- 100 meter häck – 12,26, Sevilla, 6 juni 1992

Inomhus
- 50 meter häck – 6,65, Grenoble, 7 februari 1993
- 60 meter häck – 7,69, Tjeljabinsk, 4 februari 1990
- 100 meter häck – 12,64, Tammerfors, 10 februari 1997

## Utmärkelser
- 1996 – Jerringpriset
- 1997 – Svenska Dagbladets guldmedalj[2]
- 1999 – Jerringpriset

## Källhänvisningar
1. ↑  ”Ludmila Engquist”. Riksidrottsförbundet. Arkiverad från originalet den 6 september 2002. https://web.archive.org/web/20020906162239/http://www.rf.se/t3.asp?p=21216. Läst 6 mars 2015.
2. 1 2 3 4 5 6 7 8   Ludmila Engquist i Nationalencyklopedins nätupplaga. Läst 7 mars 2015. [inloggning kan krävas]
3. 1 2 3  Wikström, Peter/TT (2005-09-27): ”Ludmila Engquist: "Jag försökte ta livet av mig"”. expressen.se. Läst 7 mars 2015.
4. 1 2  "Husband Admits He Was A Real Pill". Arkiverad 2 april 2015 hämtat från the Wayback Machine. chicagotribune.com, 1993-03-21. Läst 7 mars 2015. (engelska)
5. ↑  ”Pressad och rädd – därför drog Ludmilla Engquist sig undan”. Expressen. https://www.expressen.se/sport/inloggad/fran-arets-svensk-till-dopad-ryska/. Läst 20 februari 2020.
6. 1 2 3 4  Wennerholm, Mats (29 juli 2012). ”Hennes fall blev brutalt”. Aftonbladet:  s. 26-27.
7. ↑  ”Athletics at the 1996 Atlanta Summer Games: Women's 100 metres Hurdles”. sports-reference.com. Arkiverad från originalet den 7 september 2009. https://web.archive.org/web/20090907165700/http://www.sports-reference.com/olympics/summer/1996/ATH/womens-100-metres-hurdles.html. Läst 6 mars 2015.
8. 1 2 3  Holmberg, Ludvig (23 december 2014). ”Så gick det för fuskarna”. Göteborgs-Tidningen:  s. 8-9.
9. ↑  ”Dag för dag”. Sydsvenskan:  s. 4-6. 31 december 2001.
10. ↑  https://www.aftonbladet.se/sportbladet/a/yv4m1R/hon-kom-aldrig-in-i-ganget
11. ↑  "Ludmila Engquist". iaaf.org. Läst 7 mars 2015. (engelska)